# Idaea sericata
Idaea sericata là một loài bướm đêm trong họ Geometridae.